# Gobionellus microdon
Gobionellus microdon är en fiskart som först beskrevs av Gilbert 1892.  Gobionellus microdon ingår i släktet Gobionellus och familjen smörbultsfiskar. IUCN kategoriserar arten globalt som livskraftig. Inga underarter finns listade i Catalogue of Life.